# Ханнерц, Ульф
Ульф Ханнерц (Ulf Hannerz; род. 9 июня 1942, Мальмё) — шведский антрополог, специалист по городской антропологии, антропологии средств массовой информации и транснациональным культурным процессам. Доктор философии (1969), эмерит-профессор Стокгольмского университета. Член Шведской королевской академии наук. Иностранный почетный член Американской академии искусств и наук (1994). Почетный член Австрийской АН (2013). Отмечен Retzius Medal (2010).
Степень доктора философии получил в Стокгольмском университете в 1969 году.
В 1976-80 и. о. профессора, в 1981—2007 профессор социальной антропологии, ныне эмерит-профессор Стокгольмского университета; экс-директор Swedish Collegium for Advanced Study (SCASSS) и экс-редактор журнала Ethnos. Почетный член и бывший председатель (1995-96) Европейской ассоциации социальных антропологов (European Association of Social Anthropologists, EASA). Почётный феллоу Королевского антропологического института Великобритании и Ирландии. Почётный доктор Университета Осло (2005). Занимает первое место в топ-10 влиятельных антропологов 2010—2020 гг. по версии AcademicInfluence.com. Удостоился Anthropology Now and Next: Essays in Honor of Ulf Hannerz (2015). В 2000 году читал Lewis Henry Morgan Lecture, а в 2014 — Eric R. Wolf Memorial Lecture. Называл своим давним другом Keith Hart (anthropologist).
Ханнерц проводил полевые исследования в Западной Африке, Карибском бассейне и США.
Являлся редактором по антропологии в Международной энциклопедии социальных и поведенческих наук (2001). Основные книги — Soulside (1969), Exploring the City (1980), Cultural Complexity (1992), Transnational Connections (1996), Foreign News (2004), Anthropology’s World (2010), Writing Future Worlds (2016), Small Countries (2017, соредактор).